# Elaine Paige
Elaine Paige, geboren als Elaine Mary Bickerstaff (Barnet, 5 maart 1948), is een Engelse musicalster die hoofdrollen heeft gespeeld in musicals van Andrew Lloyd Webber. Zij speelde onder andere Grizabella in Cats en Evita in de oorspronkelijke West End-productie van Evita.
In de musical Chess van Tim Rice met de ABBA-muzikanten Björn Ulvaeus en Benny Andersson vertolkte ze de rol van Florence. In 1982 scoorde ze in de Nederlandse Top 40 een hit met de single "If You Don't Want My Love", mede geschreven door Phil Spector.
Haar single I Know Him So Well, een duet met Barbara Dickson uit Chess, haalde internationaal de hitlijsten, ook in de uitvoering met Susan Boyle. Ze realiseerde dit ook met Memory uit Cats. Don't Cry For Me Argentina uit Evita werd in de studioversie niet door haar, maar wel door Julie Covington ingezongen.  Het werd later nog vele malen gecoverd, onder meer door Madonna toen zij in de musical aantrad.

## NPO Radio 2 Top 2000
| Nummer met noteringen in de NPO Radio 2 Top 2000 | '99 | '00  | '01  | '02  | '03  | '04  | '05  | '06  | '07 | '08  |
| ------------------------------------------------ | --- | ---- | ---- | ---- | ---- | ---- | ---- | ---- | --- | ---- |
| I Know Him So Well (met Barbara Dickson)         | 850 | 1067 | 1244 | 1741 | 1858 | 1635 | 1828 | 1730 | -   | 1892 |

1. ↑  Een '-' betekent dat het nummer niet was genoteerd en een vetgedrukt getal geeft de hoogste notering aan.
2. ↑  Deze tabel is bijgewerkt tot en met de laatste editie (2024).